# George Gabriel Stokes
George Gabriel Stokes (Skreen, 13. kolovoza 1819. – Cambridge, 1. veljače 1903.), irsko-engleski matematičar i fizičar. Profesor matematike na Sveučilištu u Cambridgeu. Bio je tajnik (1854. – 1885.) i predsjednik (1885. – 1890.) Kraljevskog društva (eng. Royal Society). Autor je značajnih radova iz matematike (Stokesov teorem u analizi) i fizike (Stokesov zakon u hidrodinamici i optici). Dao je značajan doprinos razumijevanju dinamike fluida. Bavio se istraživanjem viskoznosti fluida i pridonio formulaciji jednadžba koje opisuju viskoznost (1845.), a koje se danas nazivaju Navier-Stokesove jednadžbe. Proučavajući površinske valove, razvio je nelinearnu teoriju solitona (1847.), vrlo intenzivih električnih i magnetskih polja stvorenih u svojstvenim rezonantnim područjima na mjestima znatnijih promjena koncentracije plazme izazvanih međudjelovanjem valova i čestica, te izveo izraz za grupnu brzinu valova (1876.), prvi je teorijski istraživao unutarnje valove (1847.). Važno je i njegovo proučavanje promjena sile teže na površini Zemlje (1849.).

## Stokesov zakon
Stokesov zakon, u hidrodinamici, glasi: Sferno tijelo koje se giba u viskoznoj tekućini svladava silu otpora Fd koja iznosi: 
{\displaystyle F_{d}=6\cdot \pi \cdot \mu \cdot r\cdot v}
gdje je: η - dinamička viskoznost, v - brzina tijela, r - polumjer.
Stokesov zakon, u optici, glasi: valna duljina luminiscentnoga zračenja uvijek je veća ili jednaka valnoj duljini istovrsnoga zračenja koje ju je izazvalo.